# Абдуллаев, Миллибай
Миллибай (Милибай, Мелибай) Абдуллаев — советский политический деятель, председатель колхоза имени Сталина Кокандского района, депутат Верховного Совета СССР 1—3-го созывов (1937—1954).

## Биография
Родился в 1893 г. в кишлаке Кум близ Коканда в большой бедной семье. С четырнадцати лет работал на хлопкоочистительном заводе чернорабочим, затем кочегаром.
Участник революции и борьбы с басмачеством. Член первого Кокандского городского совета, председатель ревкома Гавханинского кишлака, председатель ревкома Кайнарской волости, помощник уполномоченного ЧК/ОГПУ.
В 1928 году — председатель райисполкома Ферганского пригородного района.
В 1932—1935 годах — начальник межрайонного управления рабоче-крестьянской милиции ОГПУ в Коканде и Намангане.
С 1937 года — 1-й секретарь Кокандского городского комитета КП(б) Узбекистана.
С марта 1939 года — начальник управления Большого Ферганского канала имени Сталина.
В 1940—1949 гг. — председатель исполнительного комитета Кокандского районного совета депутатов трудящихся Ферганской области.
С 1949 года — председатель правления колхоза имени Сталина Кайнарского сельского совета Кокандского района Ферганской области.
В конце 1950-х работал заместителем директора Кокандского суперфосфатного завода.
В 1967 году решением исполкома Кокандского городского Совета депутатов трудящихся Милибаю Абдуллаеву присвоено звание почётного гражданина города Коканда.

### Политическая деятельность
Был избран депутатом Верховного Совета СССР 1-го созыва от Узбекской ССР в Совет Национальностей в результате выборов 12 декабря 1937 года, депутатом Верховного Совета СССР 2-го созыва от Узбекской ССР в Совет Национальностей в результате выборов 10 февраля 1946 года.